# Zittau-Oybin-Jonsdorfer Eisenbahn-Gesellschaft

Das Streckennetz der Zittau-Oybin-Jonsdorfer Eisenbahn-Gesellschaft

Die Zittau-Oybin-Jonsdorfer Eisenbahn-Gesellschaft (ZOJE) war eine Eisenbahngesellschaft in Sachsen. Sie war Eigentümer der Schmalspurbahn von Zittau nach Oybin mit Abzweig nach Jonsdorf im Zittauer Gebirge. Der Sitz der Gesellschaft war in Zittau.

## Geschichte
Die Zittau-Oybin-Jonsdorfer Eisenbahn-Gesellschaft wurde am 28. August 1888 in Zittau gegründet, um auf privater Basis eine Schmalspurbahn ins Zittauer Gebirge zu bauen. Der sächsische Staat hatte es vorher mehrfach abgelehnt, eine entsprechende Bahn in eigener Regie zu errichten.
Am 28. März 1889 wurde der Zittau-Oybin-Jonsdorfer Eisenbahn-Gesellschaft die Konzession mit dem Dekret Nr. 14 erteilt. Die Konzession bestimmte, dass die neue Eisenbahn nach den Bestimmungen der Bahnordnung für deutsche Eisenbahnen untergeordneter Bedeutung vom 12. Juni 1878 zu erbauen ist. Darüber hinausgehend wurde die Bestimmung erlassen, dass die bei den sächsischen Schmalspurbahnen gültigen Normalien einzuhalten sind. Als Baufrist wurden 18 Monate festgesetzt. Das für den Bau erforderliche Stammkapital wurde in der Konzession auf 1,5 Millionen Mark festgesetzt. Die Gesellschaft wurde verpflichtet, davon mindestens die Hälfte in Form von Stammaktien aufzubringen. Der Betrieb der neuen Bahn war der Staatseisenbahnverwaltung zu überlassen. Die Konzession war auf 50 Jahre erteilt. Der sächsische Staat behielt sich allerdings ein jederzeitiges Recht der Verstaatlichung vor. In den ersten zehn Jahren nach Eröffnung des Betriebes war dafür eine finanzielle Entschädigung in Höhe des aufgebrachten Anlagekapitals vorgesehen. Nach Ablauf dieser Frist stand den Aktionären eine Entschädigung in Höhe des zwanzigfachen Betrages des durchschnittlichen Reinerlöses der letzten fünf Betriebsjahre zu.
Die Bauarbeiten begannen am 26. Juni 1889. Die Strecke zweigte am Kilometer 1,65 aus der Staatsbahnstrecke Zittau–Reichenau ab und führte über Olbersdorf nach Oybin und Jonsdorf.
Am 25. November 1890 wurde sie offiziell eröffnet, aufgrund von Unwetterschäden konnte sie jedoch nur zwischen Zittau und Bertsdorf befahren werden. Erst am 15. Dezember 1890 konnte der Verkehr auf der Gesamtstrecke aufgenommen werden. Den Betrieb führten die Königlich Sächsischen Staatseisenbahnen auf Rechnung der Zittau-Oybin-Jonsdorfer Eisenbahn-Gesellschaft aus. Im Volksmund wurde aus der Abkürzung „ZOJE“ in Anspielung auf die geringe Fahrgeschwindigkeit der Schmalspurzüge schon bald „Zug ohne jede Eile“.
Obwohl der Personenverkehr sich äußerst positiv entwickelte, teilweise wurden Fahrgäste in hergerichteten Güterwagen befördert, fehlte das Geld für weitere Investitionen. So bot die Gesellschaft ihre Strecke schon 1898 für 1,6 Mio. Mark dem Staat zum Kauf an. Dem Staat war die Bahn allerdings zu teuer. Auch ein zweiter Verkaufsversuch 1901 scheiterte. Im Jahr 1903 unternahm die Gesellschaft einen dritten Versuch, diesmal für 850.000 Mark.
Im Monat August 1905 beförderten die Züge der ZOJE 64.675 Reisende und 3583 t Fracht. Die Einnahmen beliefen sich auf 18.667 Mark im Personenverkehr und auf 3331 Mark im Güterverkehr. Für die Monate Januar bis August 1905 lagen die Gesamterlöse bei 107.604 Mark. Damit lagen sie um 1270 Mark höher, als im gleichen Zeitraum des Vorjahres.
Am 1. Juli 1906 wurde die Bahn für 770.000 Mark an den Staat verkauft. Die Strecke gehörte fortan zum Netz der Königlich Sächsischen Staatseisenbahnen. Die heute noch bestehende Strecke entwickelte sich später zu einer der rentabelsten und verkehrsreichsten sächsischen Schmalspurbahnen.

## Strecken
- Abzw Neißebrücke–Oybin (10,583 km)
- Bertsdorf–Jonsdorf (3,831 km)

## Fahrzeuge
Lokomotiven
Die ZOJE erwarb für ihre Strecke die gleichen Lokomotivtypen, die sich bereits bei der Staatsbahn bewährt hatten. Die Sächsische Maschinenfabrik in Chemnitz lieferte 1889 vier Lokomotiven mit den Fabriknummern 1580 bis 1583, welche baugleich mit der Gattung I K waren. Sie erhielten die Nummern 1 bis 4 und die Namen MANDAU, LAUSCHE, TÖPFER und HOCHWALD. 1891 folgte eine weitere Lokomotive mit dem Namen ZITTAU.
Wagen
Zur Betriebseröffnung besaß die Gesellschaft insgesamt sieben vierachsige Personenwagen 2. und 3. Wagenklasse mit insgesamt 230 Sitzplätzen und zwei Gepäckwagen. Bereits nach einem Jahr beschaffte die Gesellschaft weitere zehn Personenwagen, im Jahr 1900 noch einmal zwei. Von den Fahrzeugen der Staatsbahn unterschieden sich die Fahrzeuge der ZOJE insbesondere durch die fehlenden Oberlichter und eine andere Anordnung der Abteile. Zur Verstaatlichung kamen insgesamt 22 Reisezugwagen zu den Königlich Sächsischen Staatseisenbahnen. Museal erhalten blieben die Wagen des Baujahres 1900. Der ehemalige Wagen 20 gehört der Sächsisch-Oberlausitzer Eisenbahngesellschaft (SOEG) und ist seit 2011 wieder betriebsfähig. Wagen 21 gehört in desolatem Zustand dem Interessenverband der Zittauer Schmalspurbahnen e. V.
Für den Güterverkehr erwarb die ZOJE 14 offene und fünf gedeckte Güterwagen sowie zwei Drehschemelwagen für den Langholztransport. Sie glichen den zeitgenössischen Bauarten der Staatsbahn. Eines der Fahrzeuge (Nr. 106) wurde als Gepäckwagen genutzt. Zwei Rollböcke dienten dem Transport normalspuriger Güterwagen.
| Betriebs-Nr. | Gattung | Baujahr | Hersteller                                                                | Bemerkung                              |
| 1–3          | BCC     | 1890    | Waggonfabrik Aktien-Gesellschaft vorm. P. Herbrand & Cie., Köln-Ehrenfeld | Personenwagen 2./3. Klasse, vierachsig |
| 4–7          | CC      | 1890    | Waggonfabrik Aktien-Gesellschaft vorm. P. Herbrand & Cie., Köln-Ehrenfeld | Personenwagen 3. Klasse, vierachsig    |
| 8–9          | Ppost   | 1890    | Waggonfabrik Aktien-Gesellschaft vorm. P. Herbrand & Cie., Köln-Ehrenfeld | Gepäckwagen mit Postabteil, zweiachsig |
| 10–14        | CC      | 1891    | Aktiengesellschaft für Fabrikation von Eisenbahnmaterial zu Görlitz       | Personenwagen 3. Klasse, vierachsig    |
| 15–19        | BCC     | 1891    | Aktiengesellschaft für Fabrikation von Eisenbahnmaterial zu Görlitz       | Personenwagen 2./3. Klasse, vierachsig |
| 20–21        | CC      | 1900    | Aktiengesellschaft für Fabrikation von Eisenbahnmaterial zu Görlitz       | Personenwagen 3. Klasse, vierachsig    |
| 106          | P       | 1891    | Aktiengesellschaft für Fabrikation von Eisenbahnmaterial zu Görlitz       | Gepäckwagen, zweiachsig                |